# Gary Suter
Gary Lee Suter (* 24. června 1964, Madison) je bývalý americký lední hokejista, obránce. S americkou reprezentací se zúčastnil dvou olympiád, na nichž mohli hrát hráči z NHL: v Naganu 1998 a v Salt Lake City roku 2002. Z domácích her v Salt Lake City má olympijské stříbro. Ze Světového poháru 1996 si přivezl zlato. Hrál i na dvou mistrovstvích světa, v roce 1985 (4. místo) a 1992 (7. místo), a dvou Kanadských pohárech, v letech 1987 a 1991. V letech 1985–2002 hrál NHL, v klubech Calgary Flames, Chicago Blackhawks a San Jose Sharks. Roku 1989 vyhrál s Calgary Stanley Cup. Pětkrát byl vybrán do Utkání hvězd (1986, 1988, 1989, 1991, 1996). V základní části NHL nastoupil k 1145 utkáním, v nichž si připsal 844 kanadských bodů (203 branek). To ho řadí v historické tabulce NHL na 151. místo, na 15. místo mezi obránci a na 19. mezi Američany v NHL. Dalších 108 zápasů si připsal ve vyřazovací části NHL (Stanleyově poháru), zaznamenal v nich 73 bodů (17 branek). V roce 2011 byl uveden do Americké hokejové síně slávy.

## Mládí
Suter se narodil 24. června 1964 v Madisonu ve Wisconsinu. Je nejmladší z pěti dětí, z nichž všechny se intenzivně věnovaly sportu. Gary následoval své tři starší bratry, Johna, Boba a Steva v hokeji, zatímco jeho sestra byla krasobruslařkou. Jejich otec Marlow byl v 50. letech poloprofesionálním hráčem a pomohl založit a trénovat malý hokejový systém Madison Capitols, se kterým všichni čtyři chlapci v mládí hráli. Gary si idolizoval svého bratra Boba, který byl členem amerického týmu „Zázrak na ledě“, který vyhrál zlatou medaili na Zimních olympijských hrách v roce 1980.
Poté, co odehrál svou juniorskou a seniorskou sezónu středoškolského hokeje s Culver Military Academy, se připojil k programu Dubuque Fighting Saints v United States Hockey League (USHL). Objevil se v 18 zápasech s Fighting Saints v sezóně 1981–⁠⁠⁠⁠⁠⁠82, vstřelil 3 góly a získal 7 bodů. V roce 1982 byl způsobilý pro vstup do NHL, ale podle Centrálního úřadu skautingu NHL měl pět stop a devět palců (175 cm) na výšku, takže byl pro NHL příliš malý a nebyl vybrán. Prosadil se jako jeden z prvních hvězdných hráčů v juniorské éře USHL, v letech 1982–83 se zlepšil na 39 bodů ve 41 zápasech a dovedl Dubuque k šampionátu v Clark Cupu. Jako kapitán týmu ho také dovedl k národnímu juniorskému šampionátu. V draftu v roce 1983 ho NHL znovu vynechala, ale přijal plné stipendium ke hře na Wisconsinské univerzitě v Madisonu.
Byl třetím členem své rodiny, který hrál obranu za Wisconsin Badgers, po bratrech Johnovi a Bobovi. V letech 1983–84 se objevil ve 34 zápasech a získal 22 bodů. Ian McKenzie, koordinátor průzkumu pro Calgary Flames, si všiml Suterovy hry ve Wisconsinu a toho, že povyrostl o dva palce (5 cm), což Centrální úřad v záznamu o něm neaktualizoval. Flames si ho vybrali v devátém kole, celkově 180., na draftu v roce 1984. Suter, který pracoval v továrně na pivo, byl zpočátku svým výběrem zklamaný. Byl to poslední rok, ve kterém byl způsobilý se draftu zúčastnit a doufal, že bude následovat další vysokoškolské hráče, kteří podepsali lukrativní smlouvy jako volní hráči poté, co nebyli vybráni. Po druhé sezóně 1984–85, ve které získal 51 bodů ve 39 zápasech za Wisconsin, klub opustil, aby se stal profesionálem.